# Torre de Breogán
Segundo o Livro da conquista da Irlanda, a Torre de Breogán foi construída pelo homônimo líder do povo Milesiano (Milésio) quando este ocupou a região Ibérica onde hoje encontram-se as regiões de Trás-os-Montes (em Portugal) e Galiza (na Espanha). As mesmas fontes apontam a localização da torre na cidade de Brigantia (atual Corunha, no noroeste da Espanha). Outros autores localizam a torre na região portuguesa de Trás-os-Montes.
Conta o Livro das Invasões que do alto desta torre Ith, filho de Breogán e, segundo alguns autores, tio de Míle Espaine, teria avistado pela primeira vez a verde costa Irlandesa, o que levou o Povo de Mil a partir em busca daquelas terras no que terminou sendo a conquista da Irlanda, anteriormente governada pelo povo mítico dos Tuatha Dé Danann, por parte dos Milesianos.
Há indicações de que a Torre de Hércules, monumento histórico de grande importância localizado em Corunha, seja a Torre de Breogán, ou tenha sido construída posteriormente no mesmo lugar desta.